# IC 2467
IC 2467 је спирална галаксија у сазвјежђу Мали лав која се налази на листи објеката дубоког неба у Индекс каталогу.
Деклинација објекта је + 38° 21' 6" а ректасцензија 9h 24m 52,7s. Привидна величина (магнитуда) објекта IC 2467 износи 14,0 а фотографска магнитуда 14,8. IC 2467 је још познат и под ознакама MCG 7-20-5, CGCG 210-6, PGC 26683.